# Le Bleu des Basques
Le Bleu des Basques est une marque commerciale à brevet international créée en 2001 et appartenant à la société française Onetik, la fromagerie du Pays Basque à Macaye dans le département français des Pyrénées-Atlantiques. Cette marque est apposée sur trois fromages basques à pâte persillée au lait pasteurisé de brebis. La fabrication est assurée par cette même fromagerie. 

## Présentation
Ce sont des fromages de lait pasteurisé de brebis à pâte persillée contenant 50 % de matière grasse sur extrait sec.

### Déclinaisons
- fromage de 3 kg croûte naturelle affiné 2.5 mois ;
- fromage de 3 kg croûte naturelle affiné 2.5 mois ;
- fromage de 5 kg croûte naturelle affiné 2.5 mois.

## Provenance des matières premières agricoles
La fromagerie Onetik est située dans le village de Macaye, au centre de la zone de collecte de laits de brebis, de vaches et de chèvres de la région. Depuis 1982, elle collecte le lait de plus de 350 éleveurs qu'elle transforme en fromages.